# Konishi Hirosada
 (août 2022).
Si vous disposez d'ouvrages ou d'articles de référence ou si vous connaissez des sites web de qualité traitant du thème abordé ici, merci de compléter l'article en donnant les références utiles à sa vérifiabilité et en les liant à la section « Notes et références ».
Konishi Hirosada (ca. 1810-1864)  (小西 廣貞), aussi connu sous le nom « Gosōtei Hirosada », est un peintre d'estampe de style ukiyo-e d'Osaka. Son nom d'artiste est d'abord « Sadahiro (貞廣) » mais il inverse l'ordre des syllabes en 1847. Une théorie veut qu'il a changé de nom pour échapper à la censure mais il n'est pas rare que les artistes japonais changent de nom pour des raisons plus fantaisistes. 
Hirosada est membre de l'école des artistes d'Osaka qui se spécialise dans les portraits d'acteurs. À la fin des années 1840 et au début des années 1850, il est le chef de file de cette école. Pour des raisons inconnues, Hirosada cesse de dessiner des estampes en 1853 et donne son nom à son protégé connu sous le nom de Hirosada II.

## Biographie

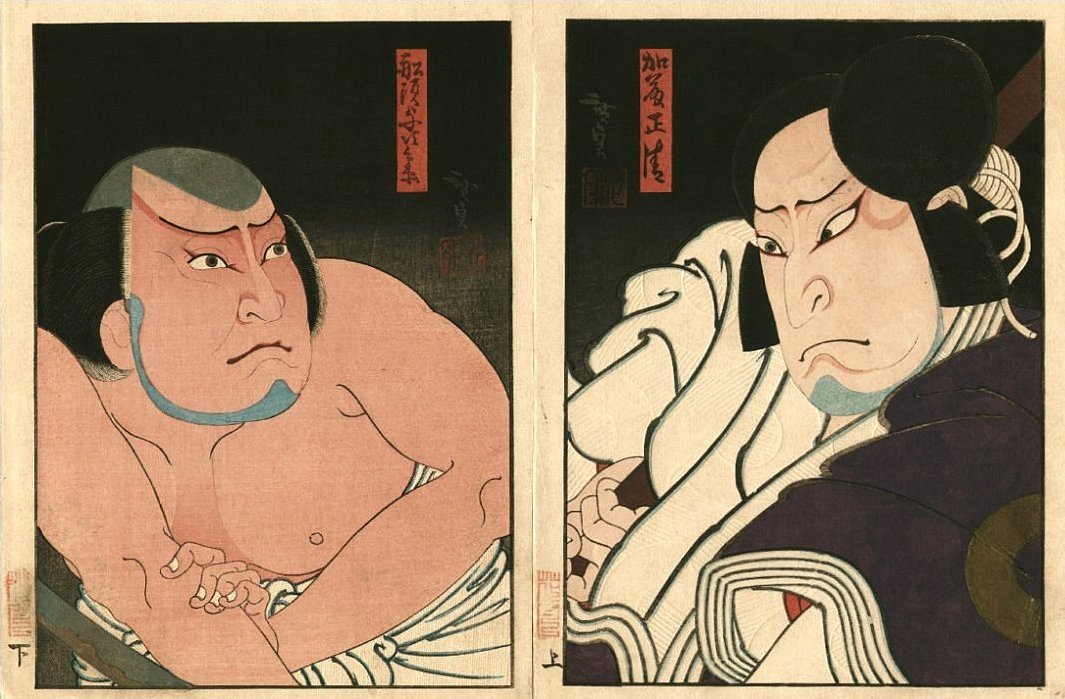
Estampe en diptyque de Hirosada I montrant les acteurs Nakamura Utaemon IV en Katō Masakiyo (à droite) et Nakamura Tomosa II en marin Yojibei (gauche) dans la pièce kabuki « Keisei Kiyome no Funauta », 1851.
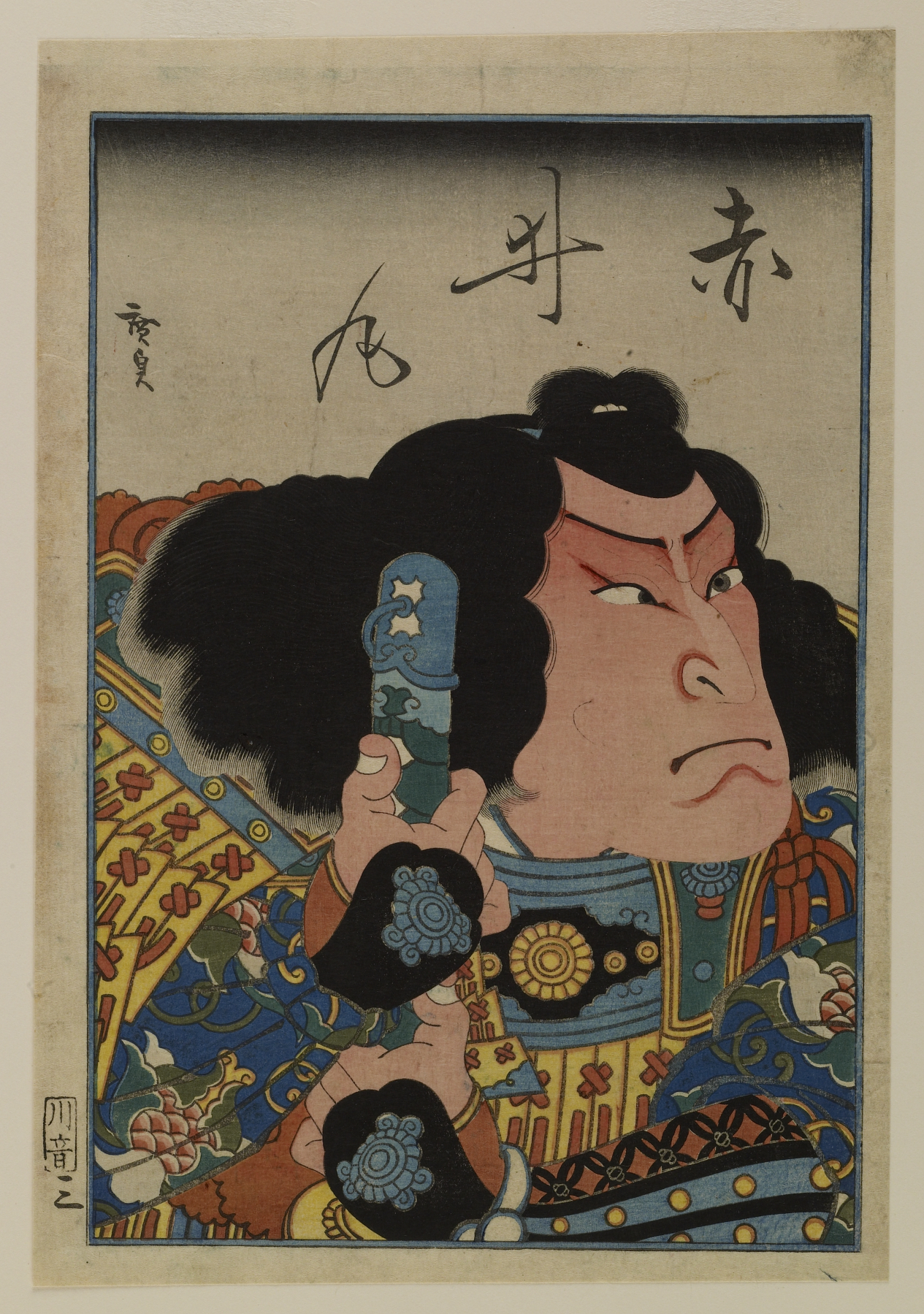
Akaimaru dans la pièce "Shitennoji garan kagami" jouée en mars 1849 pour célébrer l'anniversaire du temple Shi Tennō-ji.